# Морски паун
Морският паун още очилата морска кучка (Salaria pavo) е вид бодлоперка от семейство Blenniidae. Видът не е застрашен от изчезване.

## Разпространение и местообитание
Разпространен е в Албания, Алжир, България, Гибралтар, Грузия, Гърция, Египет, Израел, Испания, Италия, Кипър, Ливан, Малта, Мароко, Монако, Португалия, Румъния, Русия, Сирия, Словения, Тунис, Турция, Украйна, Франция, Хърватия и Черна гора.
Обитава крайбрежията на полусолени водоеми и морета. Среща се на дълбочина от 0,3 до 0,5 m, при температура на водата от 18,6 до 18,8 °C и соленост 37,2 — 37,4 ‰.

## Описание
На дължина достигат до 13 cm.